# De Hofbar
De Hofbar is een Nederlands latenight-programma van omroep PowNed met discussies, reportages en interviews. De eerste vijf afleveringen van het programma werden in september en oktober 2018 uitgezonden op de vrijdagavond.
Vanaf januari 2019 werd het programma elke dinsdagavond live uitgezonden. Vanuit restaurant De Haagsche Kluis op Plein 20 in Den Haag, op een steenworp afstand van het Binnenhof, werd het politieke nieuws besproken met politici en burgers onder leiding van Rutger Castricum.
Op dinsdag 15 oktober 2019 werd er op locatie in Spierdijk uitgezonden vanuit een stal als opmaat naar de tweede boerenprotestdag in Den Haag.
Tijdens de coronacrisis in Nederland ging restaurant De Haagsche Kluis dicht. Sindsdien wordt er op andere locaties in het land opgenomen. Sinds 26 januari 2022 wordt het programma op woensdagavond uitgezonden.